# Arrhenatherum pallens
Arrhenatherum pallens är en gräsart som först beskrevs av Heinrich Friedrich Link, och fick sitt nu gällande namn av Heinrich Friedrich Link. Arrhenatherum pallens ingår i släktet knylhavren, och familjen gräs. IUCN kategoriserar arten globalt som starkt hotad. Inga underarter finns listade i Catalogue of Life.